# SS Rotterdam
El SS Rotterdam, también conocido como "The Grande Dame" (la gran dama, en inglés), es un antiguo transatlántico y barco de cruceros que perteneció a la compañía naviera Holland America Line, actualmente reconvertido en hotel flotante en la ciudad de Róterdam (Holanda), desde 2010.
El barco fue botado por la reina Juliana de Holanda en una ceremonia de gala realizada el 13 de septiembre de 1958, y fue completado para el verano siguiente. El Rotterdam fue el último barco holandés de estado, empleando en su construcción y decoración a los artesanos y diseñadores más notables de los Países Bajos.  Su carrera abarcó cuarenta y un años.  Navegó de 1959 hasta su jubilación final en septiembre de 2000.

## Restauración y apertura como hotel flotante
El 12 de julio de 2004, llegó a Gibraltar para los trabajos de retirada de asbestos y su extracción actuada, realizada por el Cuddy Group del Reino Unido. Después visitó Cádiz, donde su casco fue repintado en color gris (los colores originales de la Holland America Line), y posteriormente fue trasladado a Polonia y Alemania para su restauración final. Regresó a la ciudad de Róterdam el 8 de agosto de 2008, y abrió al público el 15 de febrero de 2010, como una combinación de hotel, museo y escuela para formación vocacional. El 12 de junio de 2013,  fue vendido a WestCord Hoteles, que también posee el hotel New York, situado en la antigua sede de la Holland America Line en Róterdam.